# Belgische federale verkiezingen 2010/Kandidatenlijsten/CD&V
Dit zijn de kandidatenlijsten van CD&V voor de Belgische federale verkiezingen van 2010. De verkozenen staan vetgedrukt.

## Antwerpen

### Effectieven
1. Inge Vervotte
2. Servais Verherstraeten
3. Nahima Lanjri
4. Jef Van den Bergh
5. Mia De Schamphelaere
6. Luc Peetermans
7. Nele Moortgat
8. Robin Van der Linden
9. Mien Van Olmen
10. Carl Verelst
11. Liesbeth Verhaert
12. Staf Willemsens
13. Rachida Setti
14. Filip Lecoutre
15. Lieve Struyf
16. Hans Heylen
17. Griet Van Olmen
18. Fernand Bossaerts
19. Liesbet Peeters
20. Sven Vercammen
21. Marleen De Bruyn
22. Wim Soons
23. Sonja Janssens
24. Philip Heylen

### Opvolgers
1. Kristof Waterschoot
2. Nik Van Gool
3. Luc Op de Beeck
4. Mia Moortgat
5. Maarten Wouters
6. Ann Vylders
7. Kevin Van Ranst
8. Griet Smaers
9. Gaston Van Tichelt
10. Katrien Schryvers
11. Ward Kennes
12. Tinne Rombouts
13. Kris Peeters

## Brussel-Halle-Vilvoorde

### Effectieven
1. Steven Vanackere
2. Sonja Becq
3. Michel Doomst
4. Dirk Pieters
5. Bart Coopman
6. Christine Hemerijckx
7. Kris Poelaert
8. Marleen Mertens
9. Rik De Baerdemaeker
10. Ineke Robijns
11. Fons Heyvaert
12. Greet Willems
13. Chantal Peeters
14. Iris Depoorter
15. Michel Vanderhasselt
16. Mich Pompen
17. Monika Van Steenbrugge
18. Carla Van den Houwe
19. Sarah Mousaid
20. Jef Vanderoost
21. Eddy Deknopper
22. Marc Van Asch

### Opvolgers
1. Michel Doomst
2. Sonja Becq
3. Conny Moons
4. Stefaan De Corte
5. Anne Sobrie
6. Bart De Wandeleer
7. Ann Hottat
8. Ghislain De Wolf
9. Danny De Kock
10. Brigitte De Pauw
11. Tom Dehaene
12. Brigitte Grouwels

## Leuven

### Effectieven
1. Carl Devlies
2. Katrien Partyka
3. Manu Claes
4. Izzy Van Aelst
5. Koen Van Roey
6. Wendy Colin
7. Monique Swinnen

### Opvolgers
1. Ingrid Claes
2. Andy Vandevelde
3. Jo Pierson
4. Edmond Feyfer
5. An Hermans
6. Jan Laurys

## Limburg

### Effectieven
1. Raf Terwingen
2. Liesbeth Van der Auwera
3. Gerald Kindermans
4. Ali Caglar
5. Katrien Timmers
6. Rita Craenen
7. Patrick Witters
8. Lieve Vandeput
9. Nancy Bleys
10. Sonja Claes
11. Lode Ceyssens
12. Ivo Belet

### Opvolgers
1. Gerald Kindermans
2. An Christiaens
3. Raf Truyens
4. Els Tiri
5. Nadja Vananroye
6. Veerle Heeren
7. Jo Vandeurzen

## Oost-Vlaanderen

### Effectieven
1. Pieter De Crem
2. Leen Dierick
3. Stefaan Vercamer
4. Lieve Van Daele
5. Filip Van Laecke
6. Bert Van Daele
7. Trees Van Eykeren
8. Jan Vermeulen
9. Jan Foulon
10. Veerle Cosyns
11. Nina Van der Sypt
12. Alain Pardaen
13. Annemie De Gussem
14. Nicole Van der Straeten
15. Dirk Gistelinck
16. Annemie Blommaert
17. Maria Verheirstraeten
18. Hugo De Waele
19. Ann Coopman
20. Koen Loete

### Opvolgers
1. Jenne De Potter
2. Gerda De Gryze
3. Steven De Beule
4. Lut Van de Vijver
5. Marleen Van der Hoeven
6. Lien Van Driessche
7. Robrecht Bothuyne
8. Marc Van de Vijver
9. Valerie Taeldeman
10. Veli Yüksel
11. Joke Schauvliege

## West-Vlaanderen

### Effectieven
1. Yves Leterme
2. Nathalie Muylle
3. Stefaan De Clerck
4. Hendrik Bogaert
5. Luc Goutry
6. Rita Demaré
7. Krista Claeys
8. Vincent Byttebier
9. Davine Dujardin
10. Lies Laridon
11. Nathalie Delva
12. Tom Pollentier
13. Eliane Spincemaille
14. Rita Beyaert
15. Johan Verstreken
16. Pol Van Den Driessche

### Opvolgers
1. Roel Deseyn
2. Bercy Slegers
3. Gerda Mylle
4. Ignace Dereeper
5. Filiep De Vos
6. Carine Dewaele
7. Veronique Engelrelst
8. Guido Decorte
9. Hilde Crevits

## Senaat

### Effectieven
1. Marianne Thyssen
2. Rik Torfs
3. Sabine de Bethune
4. Wouter Beke
5. Hugo Vandenberghe
6. Els Schelfhout
7. Elke Tindemans
8. Peter Van Rompuy
9. Ria Decoopman
10. Erik Gerits
11. Petra De Wilde
12. Dominique Dehaene
13. Danny Van Melkebeke
14. Koen Van den Heuvel
15. Mariette Mulders-Janssen
16. Marc Wellens
17. Conny De Spiegelaere
18. Raf Drieskens
19. Marleen Joris
20. Katrien Desomer
21. Filip Lehoucq
22. Annemie Deckers
23. Joachim Coens
24. Marie De Clerck
25. Etienne Schouppe

### Opvolgers
1. Dirk Claes
2. Els Van Hoof
3. Pieter Marechal
4. Caroline Van Gutschoven
5. Joris Billen
6. Kristof Callens
7. Kathleen Helsen
8. Karen Kelchtermans
9. Piet Buyse
10. Griet Coppé
11. Gwendolyn Vandermeersch
12. Ludwig Caluwé
13. Wivina Demeester
14. Jean-Luc Dehaene